# Fives (Nord)
Fives ist eine ehemalige französische Gemeinde im Département Nord. Heute bildet sie einen Ortsteil der Stadt Lille.

## Geografie
Fives befindet sich am Rande des Stadtgebiets von Lille und liegt zwischen dem Gürtel der Vororte und dem Ortsteil Hellemmes; das Viertel erstreckt sich über eine Fläche von 2,7 Quadratkilometern.
Das Klima ist zumeist trocken, aber wenig sonnig.

## Geschichte

### Bestand als Gemeinde
Aus der Französischen Revolution ging Fives 1793 als eigenständige Gemeinde hervor, die dem Kanton von Lannoy angehörte. Damals zählte der Ort weniger als 700 Einwohner und wies somit dörfliche Strukturen auf. Er erlebte jedoch ein schnelles Wachstum, zählte im Jahr 1800 bereits fast 1000 Bewohner und wurde 1801 dem Kanton Lille-Nord-Est (Lille-Nord-Ost) zugeordnet. Etwa zur selben Zeit setzte die Industrialisierung ein, die mit der Niederlassung des Zuckerfabrikanten Cail im Jahr 1812 den Ort erreichte. Fives zählte rund 5000 Einwohner, als es 1858 nach Lille eingemeindet wurde.
Bevölkerungsentwicklung
| Jahr      | 1793 | 1800 | 1806 | 1821 | 1836 | 1846 | 1856 |
| --------- | ---- | ---- | ---- | ---- | ---- | ---- | ---- |
| Einwohner | 682  | 992  | 956  | 1147 | 1563 | 2792 | 5076 |

### Spätere Entwicklung
1861 ließ sich in dem neugeschaffenen Ortsteil ein Eisenbahnunternehmen nieder, das von 1865 an den Namen Fives-Lille trug. Dieses fusionierte 1958 mit dem älteren Unternehmen Cail; später folgten mehrere Namensänderungen sowie eine zeitweise Zugehörigkeit zur börsennotierten BNP Paribas, die 2001 beendet wurde. Trotz des Überlebens des Großunternehmens entstand bedingt durch die Deindustrialisierung eine entsprechende Strukturschwäche, die sich 2008 in einer Arbeitslosenquote von 22 Prozent äußerte; dazu lag das Durchschnittseinkommen deutlich unter dem nationalen Durchschnitt und der Altersschnitt war mit 34 Jahren sehr niedrig.

### Sport
Mit dem 1901 gegründeten SC Fives besaß der Ort einen Verein, der zu Beginn des 20. Jahrhunderts, wenn auch ohne Erfolg, um die französische Meisterschaft mitspielte. Der Arbeiterklub wurde 1932 in die neugegründete Division 1 aufgenommen und zählte damit zu den Mitbegründern des Profifußballs in Frankreich. Der Verein blieb der höchsten nationalen Spielklasse erhalten, bis 1939 der reguläre Spielbetrieb kriegsbedingt eingestellt wurde; 1944 fusionierte er mit dem Liga- und Lokalrivalen Olympique Lille zum OSC Lille.

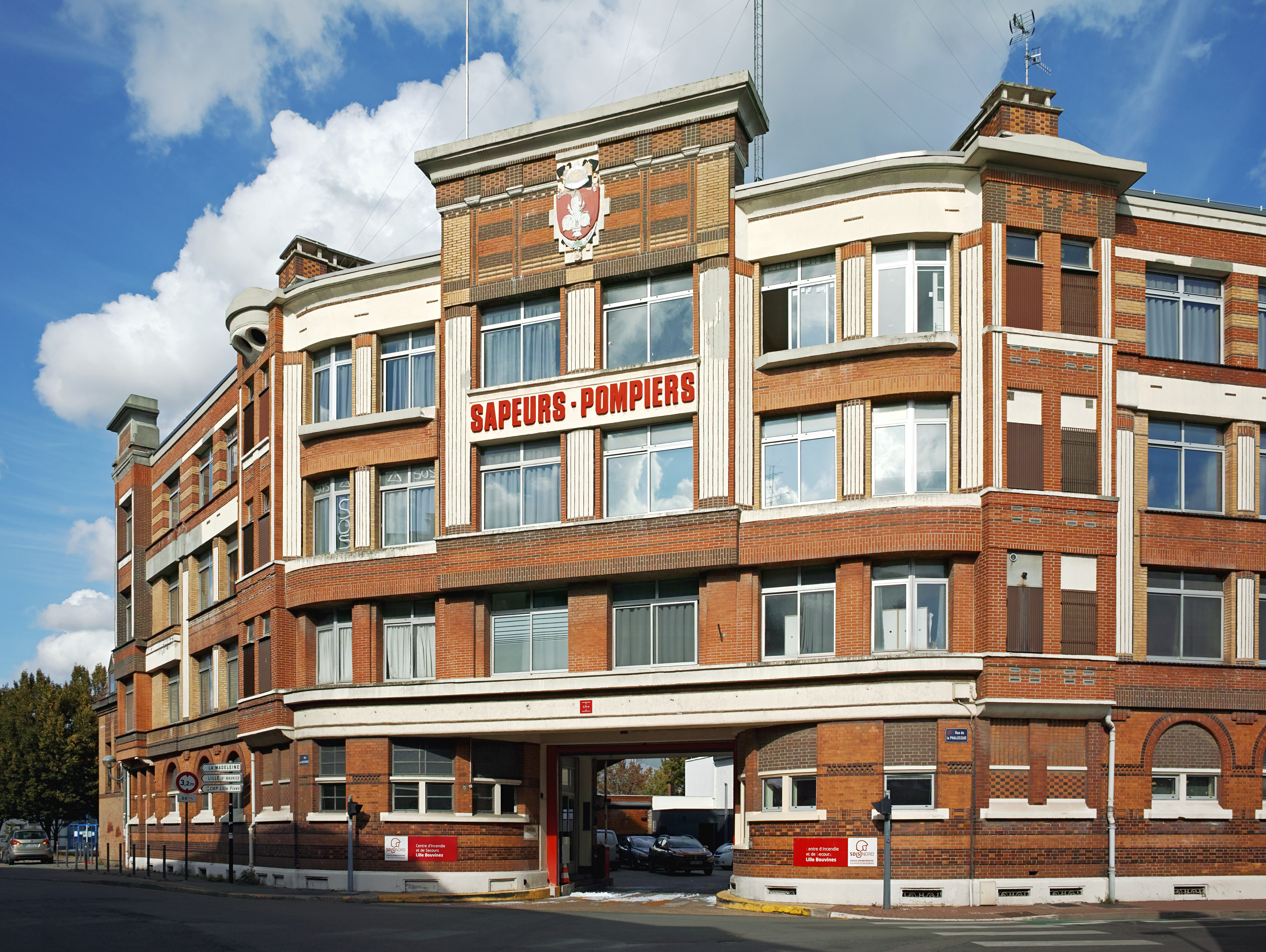
Haupt-Feuerwehrstandort von Lille in Fives